# Aurélie Salvaire
Aurélie Salvaire (França, 1978) és experta en temes de diversitat i gènere, a més de fundadora de The A Factor. Va estudiar el Master Business Administration de l'HEC París i viu a Barcelona des de 2002, treballant en projectes en els quals s'incentiva l'emprenedoria de dones. és directora de l'observatori d'anàlisi de gènere Shiftbalance de Barcelona, ubicat a l'Impact Hub de Barcelona, i des del qual es pretén donar dades concretes i objectives, fent un incís en la importància de la formació de directius empresarials per tal d'assolir un major equilibri de gènere en el món laboral. El projecte té previst analitzar l'impacte de la incorporació de mil milions de dones als negocis i l'acceleració que això comportarà per al creixement econòmic. Segons Salvaire, només el 20% dels professionals de la televisió són dones, per exemple.
És també organitzadora del TEDx BarcelonaEducation, TEDx BarcelonaChange i del TEDx Barcelona Women, aquest darrer esdeveniment celebra el 2015 la seva tercera edició, un format de conferències breus que duren un màxim de 18 minuts. Els ponents són experts nacionals, estatals i internacionals que sintetitzen breument idees clares i amb un component emocional. Les conferències pretenen inspirar i canviar una determinada actitud.
Porta a terme les Spark Talks a Beirut, per a accions humanitàries, Unreasonable at Sea Barcelona i SenseCamp Barcelona.